# Federação das Indústrias do Distrito Federal
A Federação das Indústrias do Distrito Federal , também conhecida como FIBRA, é a principal entidade de representação das indústrias do Distrito Federal. Sedia-se na cidade de Brasília.
O Sistema FIBRA é composto pelas entidades FIBRA, Serviço Social da Indústria (SESI), o Serviço Nacional de Aprendizagem Industrial (SENAI) e o Instituto Euvaldo Lodi (IEL). A entidade tem buscado parcerias com governos e organismos internacionais.